# Debauchery

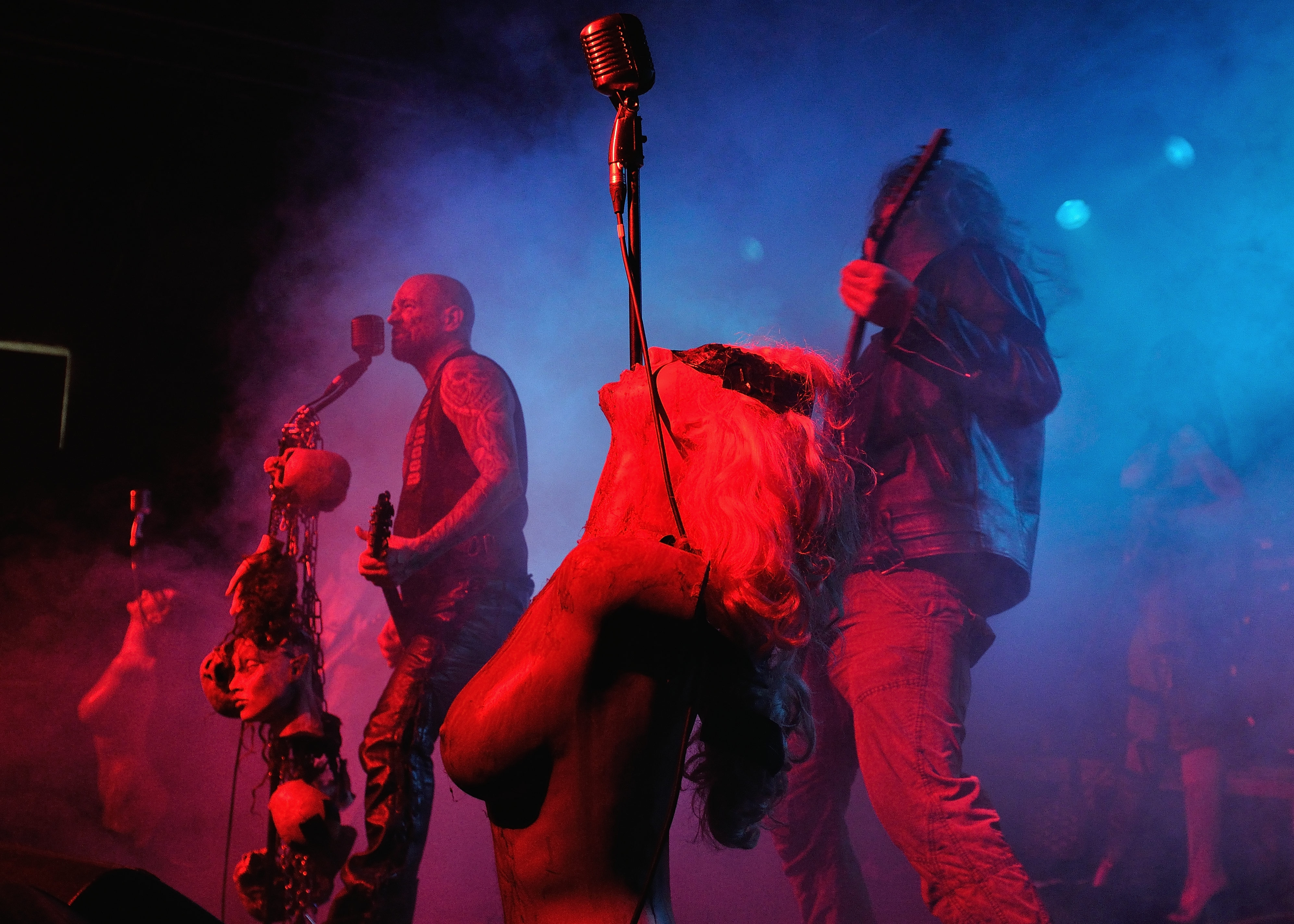
Debauchery, 2015

Debauchery (с англ. — «Разврат, распущенность») — немецкая метал-группа, играющая в жанрах Дэт-метал. Группа была основана в 2000 году под названием Maggotcunt, но в 2002 году поменяла название на Debauchery. Название группы было придумано фронтменом Томасом после того, как он услышал это слово в одной из песен альбома The Crimson Idol американской метал группы W.A.S.P..

## История
Сначала в группе было два участника: Thomas Gurrath (вокал, гитара, бас-гитара) и Дэни (ударные). Но Дэни ушёл из группы в 2006 году из-за драки на сцене с Томасом. Поэтому Томаса можно считать единственным официальным членом Debauchery. Для концертов и для студийных записей альбомов Томас нанимает сессионных музыкантов, т. н. «Kill Team», состав которого всё время меняется.

## Стиль группы
Музыкальный стиль группы условно можно отнести к двум преобладающим направлениям. Это скоростной и средне темповый дэт-метал и более мелодичный дэт-н-ролл. Для первого характерны низко настроенные гитары и мощные партии ударных, в очень редких случаях клавишные.
Для второго характерны рок-н-рольные риффы, мелодичные гитарные и клавишные соло. Чёткое разделение по этим двум жанрам прослеживается на пластинке Continue To Kill. К дэт-н-роллу можно отнести и отдельный проект вокалиста Томаса «Big Ball».
Вокалист Томас Гуррат легко переходит с глубокого гроулинга на скриминг и обратно. Лишь на последнем альбоме «Kings Of Carnage», вышедшем в 2013 году, появился чистый вокал на первой композиции пластинки.
Лирика зачастую звучит от имени «Blood God» (рус. Бог крови) — выдуманного персонажа, которому приносят жертвы во славу которого проходят грандиозные битвы. В своих песнях группа затрагивает темы смерти и войны, иногда пересекаясь с вселенной Warhammer 40,000.
Особым почерком команды является повторение одной и той же строки в начале песен. Примером могут служить песни «Kill Maim Burn», «Back In Blood», «Blood For The Blood God» и др. Это сделано для лёгкого запоминания текста фанатами из разных стран.

## Концертная деятельность
В живых выступлениях группа использует краску, имитирующую кровь, элементы антуража в виде черепов и пр., а также выступления «Blood Babes» — полуобнажённых девушек с готическим макияжем и обильно политых бутафорской кровью.
Выдержка из Райдера группы: «Группа „Debauchery“ в ходе своих выступлений активно использует краску, имитирующую кровь. Ей будут забрызганы сцена, микрофонные стойки, часть аппаратуры и зал. И группа не собирается убирать это за собой. Если вы читаете этот райдер для проведения концертов группы „Big Ball“ (сайд-проект Томаса), можете не обращать внимание на этот пункт».
Группа ведёт активную концертную деятельность на протяжении практически всего года, принимая участие в многочисленных тематических музыкальных фестивалях.

## Кавер-версии песен
Группа получила дополнительную популярность благодаря своим кавер-версиям знаменитых песен. Примерами могут служить:
- Alice Cooper — «School’s Out»;
- Slayer — «Angel Of Death»;
- Rammstein — «Weisses Fleisch»;
- Judas Priest — «Heavy Duty»;
- The Rolling Stones — «You Got Me Rocking»;
- Manowar — «Kings Of Metal»;
- Black Sabbath — «Paranoid»[2].

Чаще всего треки получают более низкое и тяжёлое звучание и фирменный гроулинг Томаса.

## Интересные факты
- Томас уже более 5 лет является вегетарианцем. Он стал им после съёмки фотосессии на заводе по производству мяса. Этой проблеме посвящена песня «Animal Holocaust» с альбома Germany's Next Death Metal и снят одноимённый клип.
- Томас является автором всех сценариев для своих клипов.
- В фирменном онлайн-магазине группы, помимо стандартного мерча Debauchery, можно приобрести настольную игру «Carnage», для которой время от времени создаются коллекционные фигурки, приуроченные, как правило, к очередному выходу альбома[3].
- Томас преподавал философию в высшей школе Штутгарта, но когда выяснилось, что параллельно с преподавательской детальностью он исполняет дэт-метал в группе, его попросили выбрать между возможностью заниматься педагогической деятельностью и увлечением металлом. Он выбрал последнее[4].
- Debauchery попали на обложку 10-го номера русскоязычного журнала о тяжёлой музыке Atmosfear[5].

## Состав
- Thomas «The Bloodbeast» Gurrath — вокал, гитара (2002 — наше время)
- Fabian «Mr. Kill» Streich — гитара (2015 — наше время)
- Marius «Mr. Death» Hamann — ударные (2015 — наше время)

## Дискография
Студийные альбомы
- 2003 — Kill Maim Burn
- 2004 — Rage of the Bloodbeast
- 2005 — Torture Pit
- 2007 — Back in Blood
- 2008 — Continue To Kill
- 2009 — Rockers & War
- 2011 — Germany's Next Death Metal
- 2013 — Kings Of Carnage
- 2015 — Fuck Humanity
- 2024 — Dragongods

Сплиты
- 2015 — Fuck Humanity/Menschenhass/German Warmachine (с Balgeroth и Blood God)[6]
- 2016 — Thunderbeast (с Blood God)
- 2018 — In der Hölle spricht man Deutsch (с Balgeroth)
- 2021 — Monster Metal (с Balgeroth и Blood God)

Другие релизы
- 2012 — Butchered in Bertingen (видеоальбом)
- 2019 — Blood for the Blood God (сборник)